# حسين الحداد (لاعب كرة قدم)
حسين الحداد مواليد 19 سبتمبر 1985 في ، السعودية، هو لاعب كرة قدم سعودي.
لعب سابقاً لأندية نجران و الأخدود .